# Uropterygius macrocephalus
Uropterygius macrocephalus es una especie de pez de la familia de los morénidas en el orden de los Anguilliformes.

## Morfología
Los machos pueden llegar a alcanzar los 45 cm de longitud total.

## Distribución geográfica
Se encuentra en Reunión, Mauricio, las Seychelles, y desde la Isla de Navidad hasta las Islas de la Sociedad, el sur del Japón y Hawaii. También desde el sur del Golfo de California hasta Ecuador, incluyendo las Islas Revillagigedo e Islas Galápagos.